# Sály
Sály  – wieś i gmina w północno-wschodniej części Węgier, w pobliżu miasta Mezőkövesd. Gmina liczy 2 147 mieszkańców (styczeń 2011) i zajmuje obszar 25,57 km².

## Podział administracyjny
Administracyjnie gmina należy do powiatu Mezőkövesd, wchodzącego w skład komitatu Borsod-Abaúj-Zemplén i jest jedną z jego 21 gmin.